# Gouvernement Ryti II
République de Finlande
Ryti I Rangell
Le gouvernement Ryti II est le 24e gouvernement de la République de Finlande, qui a siégé 284 jours du 27 mars 1940 au 4 janvier 1941.

## Composition
| Ministre                                                             | Période                                    | Parti | Parti            |
| -------------------------------------------------------------------- | ------------------------------------------ | ----- | ---------------- |
| Premier ministre Risto Ryti                                          | 27.3.1940 – 19.12.1940                     |       | Edistyspuolue    |
| Vice-Premier ministre Karl Rudolf Walden                             | 19.12.1940 – 4.1.1941                      |       | amm.             |
| Ministre des Affaires étrangères Rolf Witting                        | 27.3.1940 – 4.1.1941                       |       | RKP              |
| Ministre de la Justice Oskari Lehtonen                               | 27.3.1940 – 4.1.1941                       |       | Kokoomus         |
| Ministre de l'Intérieur Ernst von Born                               | 27.3.1940 – 4.1.1941                       |       | RKP              |
| Vice-Ministre de l'Intérieur Eemil Luukka                            | 27.3.1940 – 4.1.1941                       |       | Maalaisliitto    |
| Ministre de la Défense Karl Rudolf Walden                            | 27.3.1940 – 4.1.1941                       |       | amm.             |
| Ministre des Finances Mauno Pekkala                                  | 27.3.1940 – 4.1.1941                       |       | SDP              |
| Vice-Ministre des Finances Juho Pilppula                             | 31.7.1940– 4.1.1941                        |       | Maalaisliitto    |
| Ministre de l'Éducation Antti Kukkonen                               | 27.3.1940 – 4.1.1941                       |       | Maalaisliitto    |
| Ministre de l'agriculture Pekka Heikkinen Viljami Kalliokoski        | 27.3.1940 – 15.8.1940 15.8.1940 – 4.1.1941 |       | Maalaisliitto    |
| Ministre des Transports et des Travaux publics Väinö Salovaara       | 27.3.1940 – 4.1.1941                       |       | SDP              |
| Vice-Ministre des Transports et des Travaux publics Karl-Erik Ekholm | 27.3.1940 – 4.1.1941                       |       | amm.             |
| Ministre du Commerce et de l'Industrie Väinö Kotilainen Toivo Salmio | 27.3.1940 – 15.8.1940 23.8.1940 – 4.1.1941 |       | ammattiministeri |
| Ministre du Commerce et de l'Industrie Väinö Kotilainen Toivo Salmio | 27.3.1940 – 15.8.1940 23.8.1940 – 4.1.1941 | SDP   |                  |
| Ministre des Affaires sociales Karl-August Fagerholm                 | 27.3.1940 – 4.1.1941                       |       | SDP              |
| Ministre du bien-être Väinö Tanner Väinö Kotilainen                  | 27.3.1940 – 15.8.1940 15.8.1940 – 4.1.1941 |       | SDP              |
| Vice-Ministre du bien-être Toivo Salmio                              | 3.10.19 – 4.1.1941                         |       | SDP              |